# Lagersömnad
Lagersömnad är sömnad som inte sker efter måttagning eller beställning, utan i förbeställda kvantiteter som kunde läggas på lager och säljas under resor, på marknader o.d. Lagersömnad innebar en snabbare och billigare produktion, jämfört med den traditionella framställningen av skräddarsydda plagg. Lagersömnad började utövas i Sverige under 1800-talets andra hälft.